# Livré-la-Touche
 Livré-la-Touche  es una población y comuna francesa, en la región de Países del Loira, departamento de Mayenne, en el distrito de Château-Gontier y cantón de Craon.
Hasta el 3 de octubre de 2008 se llamaba Livré.

## Demografía
| 892 | 789 | 798 | 768 | 840 | 787 |
| Para los censos de 1962 a 1999 la población legal corresponde a la población sin duplicidades (Fuente: INSEE [Consultar]) |     |     |     |     |     |